# 愛ひとつ 夢ひとつ
『愛ひとつ 夢ひとつ』（あいひとつ ゆめひとつ）は、1996年9月20日に発売された桂銀淑の15枚目のシングルである。発売元はトーラスレコード。

## 解説
- トーラスレコード移籍第一弾シングル。
- 本作より、同レコード会社所属だったテレサ・テン（鄧麗君）同様、名前表記を“ケイ・ウンスク（桂銀淑）”に改めた（翌年7月発売の「『Yes』と答えて」で、“桂銀淑”に戻した）。
- 桂が自身の曲の中で最も好んでいる楽曲で、コンサートでは必ずアンコールの最後に歌う。
- 本作発売の1ヶ月後には同名オリジナル・アルバム『愛ひとつ 夢ひとつ』を発売。桂のヴォーカルを引き立てたバラード・アルバムとして、国吉良一プロデュースの元に制作された。また、同タイトルのコンサートツアーを開催し、翌年にはライブ・アルバム及びライブ・ビデオ『ケイ・ウンスク（桂銀淑）コンサート〜愛ひとつ 夢ひとつ〜』を発売した。

## 収録曲
1. 愛ひとつ 夢ひとつ
  - 作詞: 岡恵美子、作曲: 国吉良一、編曲: 国吉良一
2. らしくないわ
  - 作詞: 岡恵美子、作曲: 村松邦男、編曲: 国吉良一